# Оманско-саудовские отношения
Оманско-саудовские отношения — двусторонние дипломатические отношения между Оманом и Саудовской Аравией. Протяжённость государственной границы между странами составляет 658 км.

## История
В 1952 году между странами возник территориальный спор по принадлежности мухафазы Эль-Бурайми связанный с открытием запасов нефти в Персидском заливе, что побудило Саудовскую Аравию направить вооружённые силы и занять данную территорию. В 1955 году после неудачной попытки выиграть судебный процесс в международном арбитраже, англичане совместно с армией султана Омана вновь заняли оазис. Соединённые Штаты Америки протестовали против британских действий, но в то же время не стали оказывать военную помощь Саудовской Аравии, чтобы переломить ситуацию. В 1970 году Кабус бен Саид стремился улучшить или нормализовать отношения с Саудовской Аравией. В декабре 1971 года были установлены официальные двусторонние отношения после государственного визита султана в Саудовскую Аравию. 
29 июля 1974 года было подписано соглашение по урегулированию территориального спора по принадлежности Эль-Бурайми. Согласно соглашению, Оман получил три деревни, а ОАЭ шесть деревень, а также обе страны уступили Саудовской Аравии нефтяное месторождение Шайба. Соглашение предусматривало предоставление Саудовской Аравии право выхода в Персидский залив через территорию ОАЭ. В ходе конфликта в оманской мухафазе Дофар, Оман получал существенную финансовую поддержку из Саудовской Аравии, ОАЭ и Кувейта. 
В марте 1990 года, Саудовская Аравия и Оман оформили соглашение по демаркации государственной границы. Иранская исламская революция 1979 года и возникшая опасность в связи с этим распространения воинствующего ислама, Ирано-иракская война и потенциальная возможность прерывания движения танкеров через Ормузский пролив, повлекло за собой создание Совета сотрудничества арабских государств Персидского залива (который включает в себя Саудовскую Аравию, ОАЭ, Кувейт, Бахрейн и Катар). ССАГПЗ была создана для обеспечения коллективной безопасности государств-членов. На практике, вторжение Ирака в Кувейт в 1990 году показало, что ССАГПЗ оказался неэффективным в сдерживании и реагировании на агрессию со стороны соседних государств. В 1991 году после окончания войны в Персидском заливе, Кабус бен Саид предложил создать многосторонние силы коллективной обороны численностью 100000 человек. Тем не менее, Саудовская Аравия отвергла это предложение, так как это не было популярным среди других стран Персидского залива.